# Binden-Wollbeutelratte
Die Binden- oder Schwarzschulter-Wollbeutelratte (Caluromysiops irrupta) ist eine Säugetierart aus der Familie der Beutelratten (Didelphidae). Sie gehört zu den seltensten und am wenigsten erforschten Arten ihrer Familie.

## Merkmale
Ihren Namen verdankt die Binden-Wollbeutelratte zwei schwarzen Streifen, die von ihren Unterarmen über die Schulter bis zu den Hinterbeinen verlaufen. Das übrige Fell ist grau gefärbt und sehr weich und wollig. Der Schwanz ist länger als der Körper, das letzte Stück seiner Unterseite ist unbehaart, und er kann als Greifschwanz verwendet werden. Bindenwollbeutelratten erreichen eine Kopfrumpflänge von 25 bis 33 Zentimetern und eine Schwanzlänge von 31 bis 40 Zentimetern.

## Verbreitung und Lebensraum

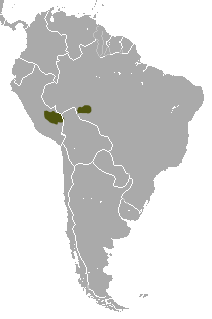
Verbreitungskarte der Binden-Wollbeutelratte

Der Lebensraum der Binden-Wollbeutelratte sind Regenwälder im östlichen Peru und westlichen Brasilien. Sie ist ein nachtaktiver Baumbewohner, der selten auf den Boden kommt. Ihre Nahrung umfasst Nektar und Nüsse, möglicherweise auch kleine Tiere. Wie die meisten Beutelratten dürfte diese Art einzelgängerisch leben.

## Systematik
Die Binden-Wollbeutelratte ist die einzige Art der Gattung Caluromysiops innerhalb der Beutelratten. Die Art und die Gattung wurden von dem amerikanischen Zoologen Colin Campbell Sanborn im Jahr 1951 aus dem südlichen Peru beschrieben. Die Tiere stammten aus einer Sammlung von Celestino Kalinowski.

## Gefährdung
Obwohl die Binden-Wollbeutelratte sehr selten ist und ihre Bestandsentwicklung rückläufig ist, wird sie von der IUCN als nicht gefährdet („least concern“) gelistet.

## Belege
1. ↑  Colin Campbell Sanborn: Two new mammals from southern Peru. Fieldiana 31 (44), 1951; S. 473–477. (Digitalisat).
2. ↑  Caluromysiops irrupta in der Roten Liste gefährdeter Arten der IUCN 2008. Eingestellt von: B. Patterson, S. Solari, 2008. Abgerufen am 6. Januar 2009.